# El libro de los cinco anillos
El libro de los cinco anillos (en japonés 五輪書 [Go-rin no sho]) es un tratado sobre el kenjutsu escrito por Miyamoto Musashi en su vejez —durante su retiro de ermitaño en la cueva de Reigandō en 1643— y finalizado el 19 de mayo de 1645, pocas semanas antes de su muerte. El libro está dedicado a su pupilo Terao Magonojo.
Se considera un tratado clásico sobre la estrategia militar de Japón, en una línea semejante a El arte de la guerra, escrito por el estratega chino Sun Tzu.
A diferencia de otros samuráis o ronin, Musashi desechó en su día la idea de fundar una escuela de kenjutsu (la cual más tarde perfeccionaría y llamaría como Niten Ichi Ryu) aprovechando su fama y prestigio en todo Japón de la época, y prefirió una vida más espartana de dedicación exclusiva al estudio del arte de la espada mediante constantes viajes y vagabundeos por todo el país.

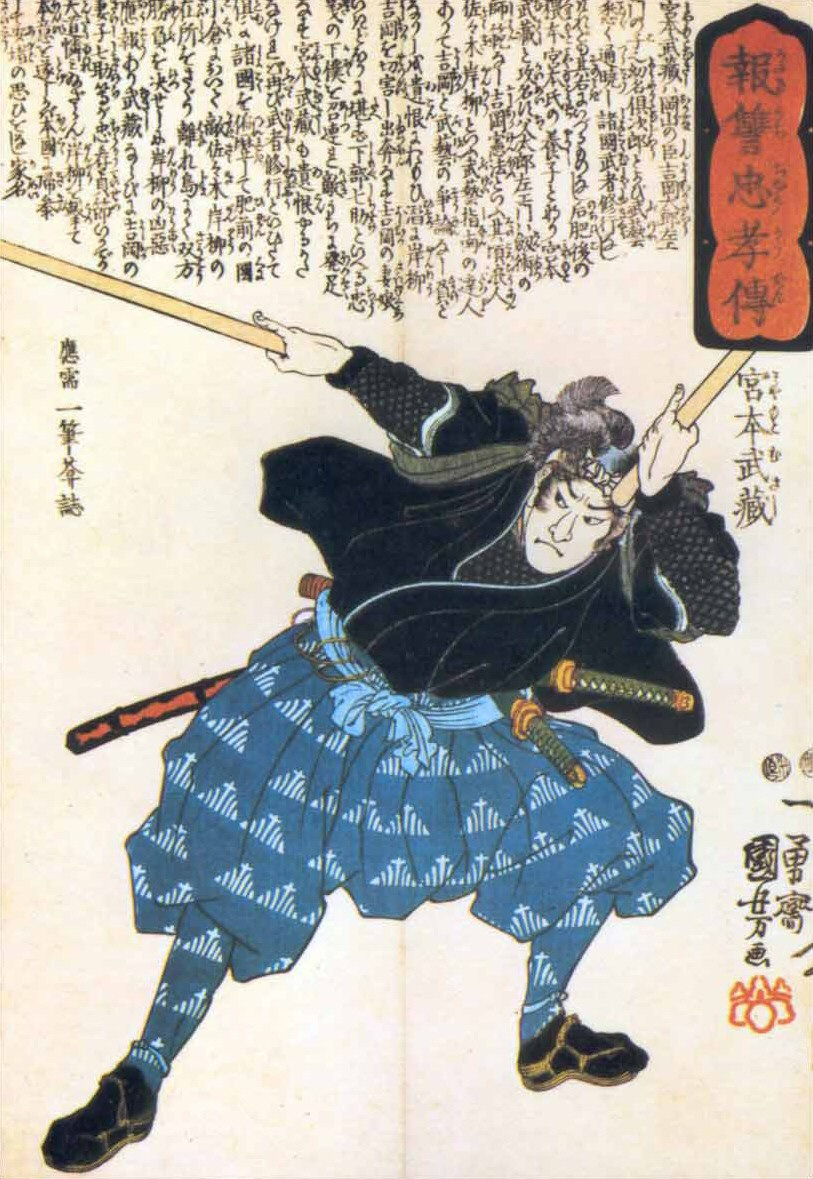
Miyamoto Musashi practicando con un bokken en cada mano. Con este entrenamiento, Musashi simula combatir con una katana y un wakizashi.

## Transcurso
Musashi desarrolla su técnica a partir de la nada. En sus dos primeros duelos contra Arima Kihei de la Shinto Ryu, y en su duelo con el Maestro Akiyama de la provincia de Tajima es cuando Musashi se da cuenta de la verdadera potencia de su técnica, es por esto que comienza a estudiar con más profundidad su propio estilo y el de sus contrincantes, desarrollando así una técnica superior. Con los años fue aprendiendo el arte de la estrategia mientras pulía su técnica y aprendía sobre de la espada. Finalmente en su retiro decide recopilarlo todo en un único libro, uno de los manuales más completos que existen sobre esgrima y estrategia.

## Sobre el autor y la obra
Miyamoto Musashi nació para transformarse (presuntamente) en el mayor samurái de su época. Dado que era huérfano, su tío se hizo cargo de su crianza. Desde joven se interesó por las artes militares inspiradas por el Zen, el Sintoísmo (la religión tradicional de Japón) y el Confucianismo. En ellas, estudió Kenjutsu, el arte de la espada japonesa, cuyos virtuosos ideales fueron adoptados por Musashi toda la vida.
Se familiarizó con el sabor de la victoria desde su primer enfrentamiento a los trece años. A los 17, como era común en la época, emprendió el Musha Shugyo, una jornada de auto-perfeccionamiento en la que los samuráis viajaban de ciudad en ciudad buscando oponentes fuertes para probar su habilidad.
El Musha Shugyo de Musashi lo llevó a tener más de 60 combates entre los 13 y los 30 años. Nunca fue derrotado. Estas disputas siempre se decidían con la muerte del rival. Con el fin de conservar el honor de los derrotados, estos encaraban a la muerte con naturalidad y calma. De hecho, a los samuráis se les presentaba las artes militares, para que se transformaran en buenos estrategas, valientes y aptos a tomar decisiones extremas, rápidamente. En guerras y disputas, su actitud era serena, aún frente a la muerte. Aquel que encontraba la iluminación por medio del Kenjutsu, desarrollaba una decisión precisa de la realidad, premiada con una conducta digna y honesta. Musashi fue un maestro en el Camino de la Espada. Buscó la perfección en el arte de la esgrima, hasta que su fama alcanzara las principales cortes de Japón.
A los 30 años, después de vencer a Sasaki Kojirō, considerado uno de los más hábiles samuráis de la época, Musashi pasó por una gran mudanza espiritual. Conforme escribiría años más tarde en su obra, Musashi sentía que venció en estos duelos no por haber dominado la estrategia, sino que por ser más fuerte, preparado o simplemente por suerte. Pasa entonces a buscar el significado más profundo del Camino de la Espada, que lo lleva a entrar en contacto con otras formas de arte como escultura, pintura, caligrafía y también meditación Zen.
Fue a los 50 años que finalmente Musashi alcanzó su objetivo de comprender los principios del camino, conforme escribió en la introducción del libro. Cerca de esta época estableció también su estilo, el Niten Ichi Ryu.
Al final de su vida, sintiendo la proximidad del fin, Musashi se aisló en la cueva de Reigandō, en la isla de Kyushu, donde se quedó durante un año y ocho meses, dejando registrado su enseñanza para las futuras generaciones. El resultado fue el Go-rin no sho, o "El Libro de Los Cinco Anillos", como se conoce en el Occidente.
Musashi-sensei dedicó el libro a su discípulo Terao Magonojo. Poco tiempo después de concluir la obra, Musashi falleció a los 61 años de causas naturales. Desde entonces pasaron diez generaciones de discípulos, que continúan preservando su enseñanza en el Kenjutsu.
El Libro de Los Cinco Anillos no se restringió solo a los practicantes del arte de la espada. Hoy es referencia para hombres de negocios y de marketing de Japón. Desde la década del 80, publicado también en el Occidente, se considera como uno de los mejores guías psicológicos de estrategia, excelente para profesionales que necesitan imponer su marca, por medio de campañas y tácticas de ventas en el competitivo mundo de hoy.
Esta obra de estrategias militares que podría ser aplicada en “cualquier situación que exija planificación y táctica”, fue concebida por Musashi, el santo de la espada, poco antes de morir. Sus últimos dos años de vida fueron dedicados a inmortalizar la filosofía que desarrolló mientras trillaba el Camino de la Espada.

## División de la obra
El Libro de los Cinco Anillos comienza con una introducción, donde el propio Musashi hace una breve presentación de él mismo, expone su experiencia como guerrero y su dedicación por adquirir los principios del Camino de la estrategia del Niten Ichi Ryu. Bajo esta escuela se basa el libro, el cual se divide en cinco volúmenes siguiendo este orden:
- El Manuscrito de la Tierra
- El Manuscrito del Agua
- El Manuscrito del Fuego
- El Manuscrito del Viento
- El Manuscrito del Vacío

Los nombres de estos manuscritos están inspirados en los nombres de algunos de los elementos que conforman la naturaleza de acuerdo a la filosofía budista.

### El Manuscrito de la Tierra
Este apartado trata sobre la importancia de la estrategia militar, o como él lo llama: el “Camino de la estrategia”. En este manuscrito establece cuál es el espíritu y los requisitos morales para aprender este Camino. Recalca que su escuela enseña la ventaja que ofrece el estilo de combate con dos sables al mismo tiempo: el sable largo (katana o tachi) y el corto (wakizashi o kodachi).
Hace comparaciones del camino estratégico del guerrero con el camino de otros oficios tales como el del agricultor, del comerciante, etc. 
También en este manuscrito, Musashi hace un preámbulo de éste y los demás manuscritos. Aquí Musashi explica de qué trata su obra y cómo se divide.
Musashi compara las características del sable con las de otras armas tales como la lanza, el arco y la alabarda.
Se explica también la importancia de manejar adecuadamente los tiempos y ritmos en la estrategia. Esto implica hacer las cosas en el tiempo preciso u oportuno para triunfar.
Musashi también trata sobre la planificación, organización y liderazgo usando comparaciones metafóricas. Una de las metáforas más destacadas es la del “carpintero”. Aquí se explica con mejor detalle cómo debe ser aplicada la estrategia. En el antiguo Japón le llamaban “carpintero” al arquitecto o al constructor de edificios y no al que hace solo muebles, porque en aquel tiempo las edificaciones comunes eran de madera y solo las fortificaciones o castillos eran de piedra y madera. Así que cuando Musashi trata sobre el “Camino del Carpintero” en realidad se refiere al “Camino del Arquitecto”. 
Usando la comparación del arquitecto, Musashi establece cómo debe ser aplicada la estrategia: así como un arquitecto planifica poniendo el proyecto en su medida correcta y basándose en este plan realiza el trabajo, así se debe aplicar la estrategia en el campo militar o en otros oficios. Luego, Musashi describe que aquel que dirige correctamente la construcción, selecciona la madera buena y fuerte para las columnas o pilares, la madera menos fuerte para umbrales, puertas. Las maderas nudosas o de mala calidad sirven para ayudar a la construcción como hacer andamios, y luego para hacerlos leña. Con esta descripción, Musashi enseña que en toda empresa o proyecto se debe colocar todo el material con que se cuenta, en el lugar que le corresponde para lograr el éxito. Es decir, si no se logra distribuir todos los recursos apropiadamente para lograr una meta, entonces simplemente se fracasará. O dicho figuradamente: si se usa madera nudosa para construir columnas, éstas tarde o temprano fallarán y caerán, y toda la construcción se irá a pique.
Después Musashi sigue usando la comparación de la arquitectura con el "Camino de la Estrategia" y dice que el jefe de construcción designa sus hombres adecuadamente: los especialistas para fabricar las distintas capas de pisos, especialistas para construir puertas, umbrales, dinteles, techos etc. La gente menos preparada es usada para ensamblar, fabricar cuñas y trabajos diversos. Con esta comparación Musashi enseña que el líder debe seleccionar apropiadamente el personal que reúna el perfil adecuado para lograr la realización de sus proyectos. El líder debe conocer las habilidades de cada uno de sus subordinados y por lo tanto saber delegar. Aquel dirigente que no conozca las características de su personal, tiende al fracaso. Un líder debe saber discernir quién de su personal puede ayudar o desempeñarse mejor en una determinada labor.
Musashi sigue haciendo más comparaciones de la arquitectura con la estrategia, que ya no cabrían en este artículo, pero estas comparaciones contienen principios muy valiosos para lograr el éxito. Musashi remata la sección de las comparaciones con esta frase: “Inserte estas palabras (del libro) en su corazón, hay que investigar más sobre esto”.
El maestro Musashi establece los principios para alcanzar este Camino:
- Piensa honestamente.
- Entrena constante y mentalmente.
- Ponte al tanto de varias artes marciales.
- Conoce los Caminos de otras profesiones.
- Distingue las ventajas y desventajas de cualquier asunto
- Aprende a ver las cosas con un enfoque preciso.
- Percibe y comprende aquellas cosas que a simple vista no se pueden ver.
- Presta atención aún en los pequeños detalles.
- Haz cosas útiles.

Sobre lo anterior, Musashi añade:
“Pon estos principios en tu corazón para entrenarse en el camino de la estrategia. Si no miras las cosas desde una amplia perspectiva será difícil que llegues a ser un experto en la estrategia”.
Más adelante afirma que el que domina este camino es capaz de doblegar a más de veinte enemigos, el líder que aplica el camino de la estrategia es capaz de dirigir competentemente a sus subordinados. Finalmente, culmina las lecciones de este manuscrito con esta frase: “Saber cómo se gana, ayuda a uno mismo y al prestigio, esto es el Camino de la Estrategia”.

### El Manuscrito del Agua
En este apartado se explican los métodos para alcanzar la victoria, usando ciertas posturas, técnicas para empuñar el sable correctamente, para mover el cuerpo, diferentes técnicas de corte, el manejo de ritmos, tiempos, de cómo combatir contra varios adversarios a la vez. El interés de Musashi se centra en que quiere que el practicante aprenda a moverse adecuadamente adquiriendo una flexibilidad natural adaptándose a las circunstancias con una fluidez como la del agua que se adapta a la forma del recipiente o del cauce que lo contiene. Dice Musashi: “siguiendo al agua como modelo, el espíritu debe ser como el agua”.
Pero antes de comenzar formalmente las lecciones, Musashi recomienda enfatizando que su libro debe leerse con mucho detenimiento: “Si interpretas estos textos a la ligera, cometerás muchos errores en el Camino”. Más adelante recalca: “No leas por leer, ni imites, sino que debes tener interés por descubrir tú mismo estas cosas, se debe reflexionar”.
Después, da consejos importantes sobre el estado de ánimo ideal, en las cuales recomienda estar en equilibrio, el ánimo no debe estar sobresaltado pero tampoco menguado. No debemos sentirnos mucho pero tampoco sentirnos menos. Musashi dice que los sentimientos no deben dominar al cuerpo, ni el cuerpo dominar a los sentimientos, debe haber un equilibrio. Lo que sí debe dominar a todos es la inteligencia. La sabiduría en el campo de batalla es lo que domina. 
Después de estos útiles consejos aplicables no solo en las artes marciales sino también en la vida diaria, Musashi comienza formalmente su cátedra de técnicas. La explicación de estas técnicas involucran reflexión tal como Musashi lo advierte, por lo que sus lecciones del manejo del sable pueden considerarse metáforas que pueden aplicarse en cualquier actividad de la vida, de hecho Musashi casi en todo el libro después de que explica una técnica siempre termina cada lección con frases como: “Se debe estudiar esto bien”, “se debe pensar esto con cuidado”, “debes examinar esto para comprenderlo” o “hay que reflexionar”, es decir, él invita a que se vea más allá de la simple lectura. El maestro Musashi dice al respecto: “Piensa a fondo cada letra y cada palabra de este libro”. Por lo tanto, como sus lecciones son metafóricas, da lugar a distintos significados o interpretaciones que se identifican o se amoldan a cualquier actividad en la vida diaria y que no necesariamente tenga que ver con las artes marciales. 
Entre las técnicas que guardan comparaciones o metáforas destaca por ejemplo:
Vista y Percepción, uniendo ambos ojos. Con "uniendo ambos ojos" Musashi se refiere a que hay que saber combinar el ojo de la vista con el ojo de la percepción. Aquí se le da importancia a la percepción que la simple vista en sí. Musashi dice "La percepción es fuerte y ves aquello donde la vista es débil". Se deben ver las cosas desde una perspectiva amplia diferente a lo normal. Las cosas cercanas se deben ver como si estuvieran lejos y las cosas lejanas como si estuvieran cerca. Esto significa que hay que buscar siempre el enfoque adecuado para comprender las cosas. Se debe ver sin girar los ojos, es decir, desarrollar la visión periférica. Mirar atentamente y sin distracciones. 
Otras técnicas importantes son las llamadas Las cinco posturas, las cuales son cinco posturas básicas de ponerse en guardia. Pero Musashi aclara que estas posturas no son para defender sino que son para atacar. Independientemente de la postura que uno adopte, lo primordial es pensar en la intención de cortar al enemigo.
Prácticamente la esencia de las lecciones de Musashi en el manejo de los dos sables gira en torno a unas técnicas llamadas Las cinco técnicas, las cuales consisten en cinco formas básicas de ataque y que tienen relación directa con las cinco posturas citadas anteriormente.
Otra de las técnicas que vale la pena mencionar es la llamada Postura sin postura. Aquí se aplica un principio que consiste en “ponerse en guardia sin ponerse en guardia”. Esto es que en el combate no se debe estar siempre con una postura fija, sino que se debe cambiar constantemente la puesta en guardia de acuerdo a las circunstancias, del mismo modo como el agua cambia su forma de acuerdo a la forma del cauce por donde fluye ésta. Éste es el motivo del nombre de este manuscrito. Estos cambios son dinámicos que da la impresión de que no se adopta una postura, sin embargo allí están, a simple vista no se ve, pero allí están esas cinco técnicas que se han mencionado anteriormente. Nuevamente Musashi sorprende con otra de sus enseñanzas filosóficas a pesar de que usa frases simples. “Si piensas sólo en golpear o tocar al enemigo, entonces probablemente no lo cortarás. Más bien, es importante pensar en la necesidad de cortarlo. Debemos examinar a fondo esto”. Una de las interpretaciones sobre esto, se refiere a que en cualquier actividad en la vida diaria se debe siempre visualizar la meta, si no se visualiza, nunca se llegará a esa meta. Dicho en otras palabras: si se ataca sin pensar o sin visualizar en cortar al adversario, entonces probablemente nunca se cortará. O sea, que se debe actuar siempre teniendo presente en la mente, cuáles son los objetivos verdaderos. Un proyecto sin objetivos definidos, no conduce a nada.
Después de varias técnicas más. El maestro termina este manuscrito recapitulando las lecciones anteriormente expuestas y encomienda al lector: “Recuerda que para vencer en la estrategia del sable, primero aprende las cinco posturas, las cinco técnicas, recordando el Camino del Sable”. Recomienda otra vez a modo de repaso, manejar correctamente el cuerpo y el sable suavemente con naturalidad, con ritmo.
Después agrega: “Aunque venzas al enemigo, sin querer aprender (los principios de este libro), entonces no vas por el verdadero camino de la estrategia. En cambio si los aprendes, entonces serás capaz de vencer a decenas de hombres”.

### El Manuscrito del Fuego
En este manuscrito se ven técnicas que tienen que ver con diversas situaciones tales como el ambiente donde se está peleando, manejar el estado de ánimo del oponente, qué actitudes adoptar de acuerdo a determinada situación, cómo aplicar la técnica adecuada según la circunstancia, cómo aplicar estrategias para engañar y sorprender al rival y otras técnicas interesantes.
En este apartado el maestro Musashi una vez más reafirma que su “Camino de la estrategia” es el método seguro para que un solo hombre pueda vencer a cinco o a diez hombres. Siempre se repite el razonamiento como en los manuscritos anteriores de que si "un hombre puede golpear diez, entonces mil hombres pueden golpear diez mil".
Pero Musashi no solo es un guerrero, también es un gran pensador y nuevamente acompaña sus lecciones haciendo comparaciones con situaciones de la vida cotidiana. Por lo cual mucho de sus técnicas tienen nombres metafóricos. 
En este manuscrito destacan los tres métodos para anticiparse al enemigo en el ataque: un método se llama Ken No Sen, en el cual nosotros tomamos la iniciativa. Otro se llama Tai No Sen, el cual trata de cómo estar preparado cuando el enemigo toma la iniciativa. Y el tercer método Tai Tai No Sen trata de cuando ambos peleadores comienzan al mismo tiempo el ataque.
Otra de las enseñanzas importantes del maestro es cuando compara una travesía marítima con determinada circunstancia que se nos pueda presentar en la vida, aquí el maestro dice que conociendo la ruta marítima, las circunstancias tales como el estado del clima, la dirección de los vientos, sabiendo cómo manejar adecuadamente la vela para aprovechar los vientos favorables o incluso con viento en contra se puede remar y llegar a puerto seguro. Esta misma filosofía se aplica en una contienda contra el enemigo. Así como uno se abre paso por el mar, así se debe abrir paso entre las filas del enemigo, se debe conocer la ruta y las circunstancias para vencer. Musashi dice al respecto: “En la estrategia, también es importante surcar la travesía en medio de la lucha”. 
Otra técnica interesante es la llamada Hacerse el enemigo. Ésta se refiere a que hay que ponerse en los zapatos del enemigo, es decir, desde su punto de vista. Musashi lo explica de esta manera: “generalmente la sociedad se convence de que un ladrón dentro de una casa es un enemigo fortificado, si se ve desde afuera. Pero si imagináramos ser ese ladrón, entonces sentimos que todos los que están afuera son nuestros enemigos y las salidas están copadas, es una sensación desesperada. El que está encerrado se siente como un faisán y el que intenta entrar para atraparlo le parece que es un halcón”. Después Musashi advierte: “si te convences de que el enemigo es fuerte, entonces te vuelves cauteloso”, esto significa que te preocupas más en defender que en atacar, y esto va en contra de los principios de Musashi, ya que Musashi prioriza pensar en atacar antes que pensar en defenderse, tal como lo recomendó en el manuscrito del agua. 
El maestro dice que si estás preparado, si entiendes el espíritu de la estrategia, entonces no tienes porqué preocuparte. No hay que obsesionarse con la preocupación acerca de las cualidades del oponente, ya que si se piensa en eso, seguramente se va a perder. Más bien, se debe pensar qué es lo que piensa él de nosotros, pensar que él también se preocupa de nosotros, ponernos en su lugar. En otras palabras: No nos fijemos en lo qué el enemigo es capaz de hacernos sino que nos fijemos en lo que podemos hacerle a él. No debemos pensar que el enemigo es bueno, sino que debemos procurar que el enemigo piense que nosotros somos muy buenos. Si combatimos pensando que el enemigo cree que somos muy duchos, de lo que somos capaces de hacerle, entonces estamos peleando con ventaja. El mismo Musashi afirma que si hacemos que el enemigo piense que nosotros somos maestros expertos, entonces probablemente él será derrotado. Mientras estamos peleando debemos pensar que él se preocupa de lo que somos capaces de hacerle. Con esta mentalidad se ganan las batallas.
Otra técnica notable de Musashi es la que se llama El cambio de la montaña y el mar. Ésta trata de que no es recomendable usar la misma técnica contra el adversario. Se permite hasta dos veces, pero no más de ahí. Si se utiliza una técnica que ha fallado dos veces, entonces no tiene caso repetir una tercera. Se debe cambiar de método. Musashi lo explica de forma poética: “Si el enemigo piensa en la montaña, imponle el mar; y si él piensa en el mar, imponle la montaña. Éste es el Camino de la estrategia. Esto es propio para que lo investigues cuidadosamente”. Una vez más el maestro japonés invita a la reflexión para que se aplique en la vida diaria.
Después de ésta y otras técnicas, Musashi termina este manuscrito garantizando al estudiante que el Camino de la estrategia lo mantendrá firme como una roca sin que nadie pueda moverlo. Luego, como un adelanto de lo que tratará en el siguiente manuscrito, compara su Camino con el camino que enseñan otras escuelas y dice que esas escuelas no enseñan el camino verdadero del cuerpo y el espíritu aunque parezca que sí. Musashi garantiza una vez más que si uno aprende correctamente su Camino, no hay duda que ganará.

### El Manuscrito del Viento
Este volumen también podría llamarse el Manuscrito del Estilo, ya que el carácter japonés para “viento” también significa “estilo”. Este manuscrito es una serie de comparaciones entre las enseñanzas de Musashi y las técnicas de otras escuelas de sable. El maestro saca a relucir los defectos de esas escuelas. Esas escuelas se estancan en viejas tradiciones, en cambio, la escuela de Musashi es más práctica y vanguardista. 
Musashi también critica a aquellas escuelas que solo tienen interés comercial, alejándose del verdadero espíritu y que solo se preocupan por el tamaño del sable en vez de preocuparse del tamaño del espíritu o estado de ánimo de uno mismo y del enemigo. 
Musashi dice que si se percibe el estado de ánimo y las intenciones del adversario, es lo que ayuda a ganar en vez de mirar el tamaño de sus armas. Musashi valora más el percibir que el mirar. 
El maestro critica a esas escuelas que le dan excesiva importancia a las posturas en guardia. Musashi dice que las posturas tienen el espíritu defensivo en vez del espíritu combativo del camino de la estrategia. A Musashi no le gusta el carácter estático y defensivo de las posturas aunque las posturas como exhibición estarían bien, pero en un combate no tienen utilidad práctica a menos que se aplique la técnica Postura sin postura explicada en el manuscrito del Agua, donde las posturas adquieren un carácter dinámico y que es lo que le agrada a Musashi. 
Musashi critica los protocolos de esas escuelas que le dan más importancia a las tradiciones que al verdadero crecimiento en las habilidades del discípulo.
Estos fueron algunos de los defectos de otras escuelas que Musashi describe en este manuscrito. Musashi advierte que para comprender lo que él enseña, es necesario conocer de antemano los errores de las técnicas enseñadas en otras escuelas.

### El Manuscrito del Vacío
Éste es el último y el más corto de los manuscritos. Curiosamente el carácter japonés para “vacío” también significa “cielo”. Aquí Musashi da sus últimas recomendaciones y aconseja no apartarse del camino verdadero, manteniendo un espíritu abierto, despejado, claro y sin confusiones. Musashi dice de esto: “el guerrero pule su corazón y mente, al punto de no caer en la oscuridad de un corazón confundido. También el guerrero ejercita en la vida diaria la vista y percepción sin que se nublen y cuando el cielo de la incertidumbre se le aclara, ahí está el Vacío verdadero”. 
Regresando al primer manuscrito del libro, el de la Tierra, en la sección en el que se hace una introducción de los cinco manuscritos, Musashi así describe el combate con el Vacío: “Se razona (lo aprendido) y uno se separa de esa razón libremente. El Camino de la estrategia consiste en combatir con libertad y de forma natural”. Con esta frase, Musashi conceptúa el Vacío en la mente, es decir, que debemos combatir sin detenernos a pensar en sus enseñanzas, más bien debemos combatir con naturalidad casi instintivamente, aplicando claro está sus enseñanzas, pero sin pensar en ellas en el momento de combatir y este "no pensar" es precisamente cuando "uno se separa de esa razón libremente" de lo que se ha aprendido, esto es el Vacío. 
Este es el máximo nivel al que puede llegar un combatiente, al que casi nadie o muy pocos llegan a convertirse y que se supone que Musashi lo logró: pelear con el Vacío en su espíritu. Por algo el carácter japonés para “vacío” significa también “cielo”. Pelear en este estado o nivel, es lo sublime, es como llegar al cielo.

## Legado
Después de la II Guerra Mundial, Japón quedó devastado. Los conceptos del libro de los cinco anillos, fue uno de los motores que impulsaron el renacer del Japón después de la guerra. Todo ello fue inspirado por sus creencias y convicciones, especialmente las budistas y por la disciplina aprendida de próceres tales como Miyamoto Musashi. Las estrategias enseñadas en este libro no son privativas del combate con sable, sino que son aplicables en cualquier actividad u oficio. Los empresarios japoneses aprovechan hábilmente las enseñanzas de este libro, y visto desde esa perspectiva se comprende por qué varias compañías japonesas tales como fabricantes de autos, electrónicos, etc., han tenido éxito a nivel mundial. Cada enseñanza de este libro se puede interpretar adaptándola a la profesión a la que se dedica. 
El mismo Musashi pide que se escudriñen sus palabras letra por letra para lograr el mejor entendimiento. Aparentemente no es más que un simple libro de artes marciales, pero detrás de sus letras se esconden otras enseñanzas que uno tiene que descubrir por su propia cuenta, tal como él lo pide. Ésta es una de las razones por las cuales uno de los nueve principios que Musashi expone en el primer manuscrito es aquel que dice: “Percibe y comprende aquellas cosas que a simple vista no se pueden ver”, es decir, Musashi no quiere que su libro se lea a la ligera, sino que se vea más allá de cada palabra. Por eso, Musashi, después de cada lección, siempre repite casi las mismas frases: “Se debe estudiar esto más a fondo”, “Debes investigar esto bien”, etc. 
En cierto modo, la mentalidad de los agricultores, artistas, artesanos, pintores, escultores, arquitectos, ingenieros y de otros profesionales en Japón, está inspirada de forma consciente o inconsciente por la filosofía expuesta en el libro de los Cinco Anillos.